# Chuncheon
Chuncheon (hangul 춘천시, hanja 春川市) är en stad och administrativ huvudort i provinsen Gangwon i norra Sydkorea. Kommunen hade 286 489 invånare i slutet av 2020, varav 225 268 invånare bodde i själva centralorten. Staden är ett transportcentrum med bland annat järnväg till Seoul och flodhamn vid Norra Hanfloden. 2022 öppnade Sydkoreas första Legoland i stadsdelen Geunhwa-dong.

## Administrativ indelning
Centralorten är indelad i 15 administrativa stadsdelar (dong):
Gangnam-dong,
Geunhwa-dong,
Gyo-dong,
Hupyeong 1-dong,
Hupyeong 2-dong,
Hupyeong 3-dong,
Hyoja 1-dong,
Hyoja 2-dong,
Hyoja 3-dong,
Joun-dong,
Seoksa-dong,
Sinsau-dong,
Soyang-dong,
Toegye-dong och
Yaksamyeong-dong.
Resten av kommunen är indelad i en köping (eup) och nio socknar (myeon):
Buksan-myeon,
Dong-myeon,
Dongnae-myeon,
Dongsan-myeon,
Nam-myeon,
Namsan-myeon,
Sabuk-myeon,
Seo-myeon,
Sinbuk-eup och
Sindong-myeon.